# Psammomys
Psammomys is een geslacht van zoogdieren uit de familie van de Muridae. De wetenschappelijke naam van het geslacht werd in 1828 gepubliceerd door Philipp Jakob Cretzschmar.

## Soorten
Er worden 2 soorten in dit geslacht geplaatst:
- Psammomys obesus Cretzschmar, 1828
- Psammomys vexillaris O. Thomas, 1925